# Peristylus nematocaulon
Peristylus nematocaulon là một loài thực vật có hoa trong họ Lan. Loài này được (Hook.f.) Banerji & P.Pradhan mô tả khoa học đầu tiên năm 1984.